# Aéropostale

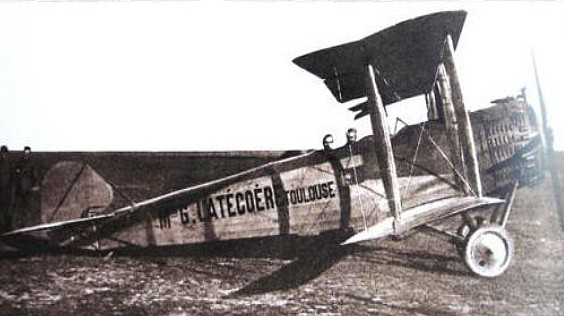
Salmson 2 Berline Lignes aeriennes Latécoère бл.1918.

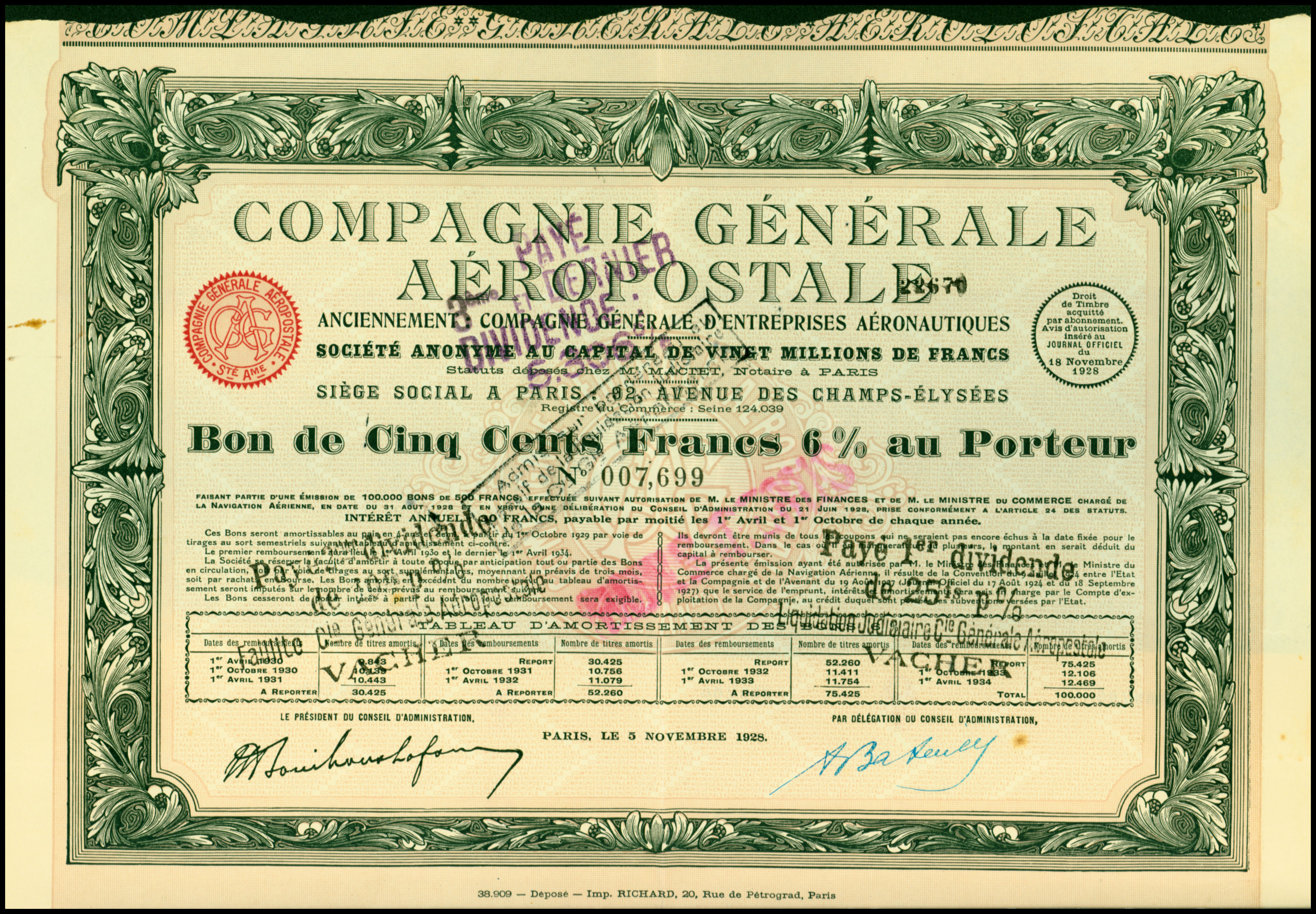
Цінні папери Compagnie Générale Aéropostale, видані 5 листопада 1928

Aéropostale (повна назва фр. Compagnie Générale Aéropostale) — французька авіакомпанія, заснована у 1918 році в Тулузі, яка здійснювала міжнародні авіапоштові перевезення на далекі відстані і спочатку мала назву «Société des lignes Latécoère». У 1927 році була перейменована на «Aéropostale». Засновник компанії — П'єр-Жорж Латекор (1883—1943). Серед відомих пілотів компанії були Антуан де Сент-Екзюпері і Жан Мермоз.

## Історія

Літак компанії у 1930-х роках.

У 1918 році у піонера повітроплавання Латекора з'явилася ідея організувати поштове сполучення між Францією і Сенегалом, транзитом через Іспанію і Марокко. Для цього Латекор заснував компанію «Авіалінії Латекора» («Lignes Aériennes Latécoère»), яка почала здійснювати поштові перевезення між Тулузою і Касабланкою, Касабланкою і Дакаром, ET PAUL і Ресіфі в Бразилії. Згодом компанія перейменована в «Compagnie générale d'entreprises aéronautiques» і діяла під такою назвою у 1921—1927 роках. Саме в цей час свої перші польоти здійснили Антуан де Сент-Екзюпері, Жан Мермоз, Анрі Гійом.
У 1927 році Латекор передав доставку пошти до Південної Америки Марселю Буйу-Лафоньє, який заснував «Compagnie Générale Aéropostale», більш відому за скороченою назвою «Aéropostale».
У 1932 році «Аеропосталь» погодилася на злиття з «Air France».